# Noc iguany (film)
Noc iguany (ang. The Night of the Iguana) – amerykański dramat psychologiczny z 1964 roku w reżyserii Johna Hustona na podst. sztuki Tennessee Williamsa pod tym samym tytułem. Film nominowany w czterech kategoriach do Oscara, otrzymał jedną statuetkę – za kostiumy.

## Obsada
- Richard Burton – Lawrence Shannon
- Ava Gardner – Maxine Faulk
- Deborah Kerr – Hannah Jelkes
- Sue Lyon – Charlotte Goodall
- Skip Ward – Hank Prosner
- Grayson Hall – Judith Fellowes
- Cyril Delevanti – Nonno
- Mary Boylan – Panna Peebles

## Wersja polska
Opracowanie: Studio Opracowań Filmów w Warszawie

Reżyseria: Jerzy Twardowski

Dialogi: Jan Moes

Dźwięk: Jerzy Januszewski

Montaż: Irma Janikowska

Kierownictwo produkcji: Jerzy Kulawczyk

Wystąpili:
- Tadeusz Bartosik – Lawrence Shannon
- Lucyna Winnicka – Hannah Jelkes
- Hanna Skarżanka – Maxine Faulk
- Halina Kossobudzka – Judith Fellowes
- Magdalena Zawadzka – Charlotte Goddard
- Ludosław Kozłowski – Nonno

Lektor: Mirosław Utta

## Nagrody i nominacje
37. ceremonia wręczenia Oscarów
- Najlepsze kostiumy – film czarno-biały – Dorothy Jeakins
- Najlepsze zdjęcia – film czarno-biały – Gabriel Figueroa (nominacja)
- Najlepsza scenografia i dekoracje wnętrz – film czarno-biały – Stephen B. Grimes (nominacja)
- Najlepsza aktorka drugoplanowa – Grayson Hall (nominacja)

22. ceremonia wręczenia Złotych Globów
- Najlepszy dramat (nominacja)
- Najlepsza reżyseria – John Huston (nominacja)
- Najlepsza aktorka dramatyczna – Ava Gardner (nominacja)
- Najlepszy aktor drugoplanowy – Cyril Delevanti (nominacja)
- Najlepsza aktorka drugoplanowa – Grayson Hall (nominacja)

18. ceremonia wręczenia nagród Brytyjskiej Akademii Filmowej
- Najlepsza aktorka zagraniczna – Ava Gardner (nominacja)